# Ernest Gillick

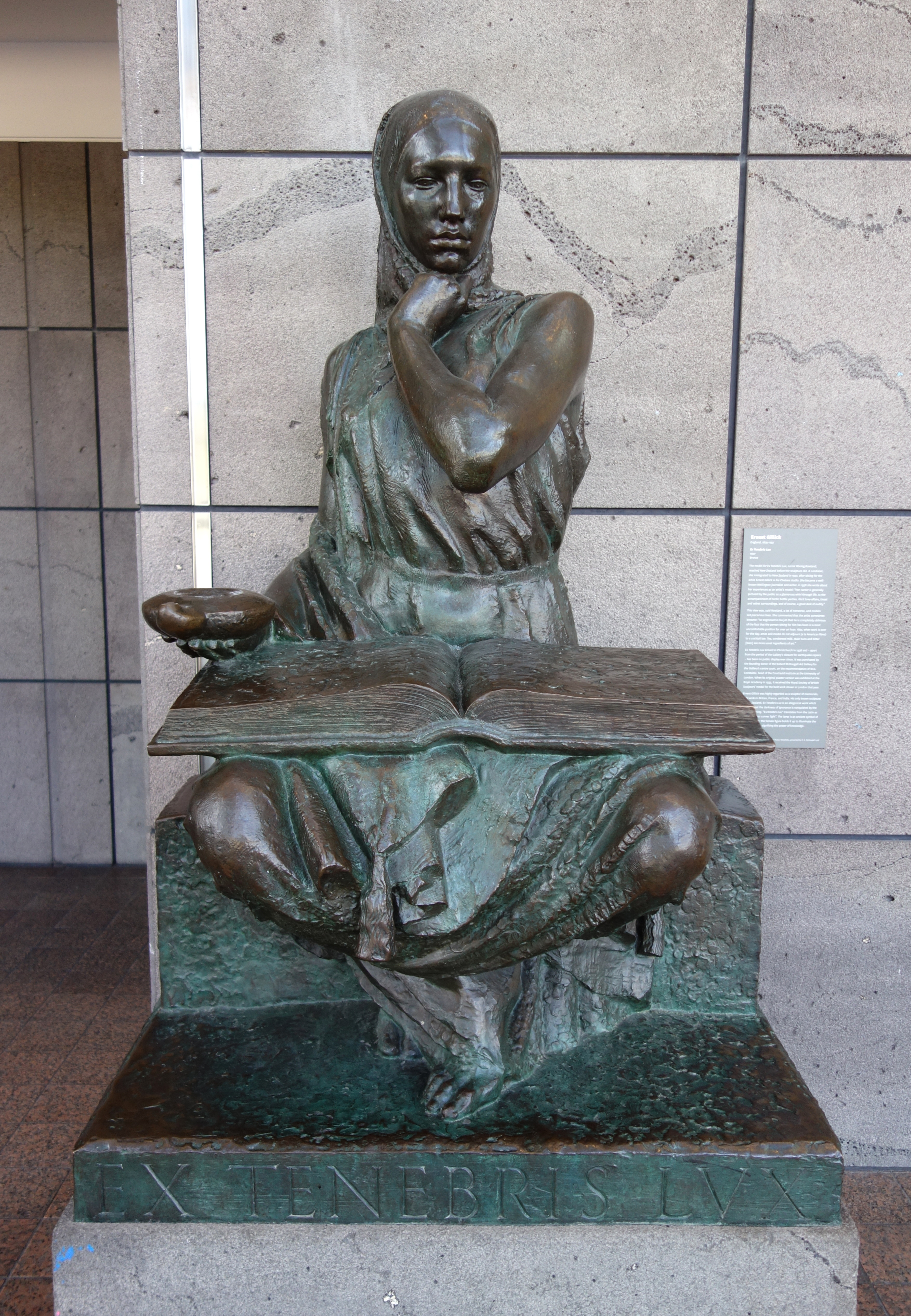
Ex Tenebris Lux von Ernest Gillick, 1937, Bronze. Christchurch Art Gallery, Christchurch, Neuseeland

Ernest George Gillick (* 19. November 1874 in Bradford, England; † 25. September 1951 in London, England) war ein britischer Bildhauer und Medailleur.

## Leben
Ernest Gillick wurde in Bradford als Sohn eines Schneiders geboren. Um 1891 zog die Familie nach Nottingham, wo er eine Ausbildung als Designer begann. Er studierte an der Nottingham School of Art bei Thomas Meldrum und später am Royal College of Art in London. 1902 erhielt er ein Stipendium für die Royal Academy Schools und ein weiteres Reisestipendium nach Italien. 1905 heiratete Ernest Gillick die Bildhauerin und Medailleurin Mary Gaskell Tutin, die er während seines Studiums in Nottingham kennengelernt hatte. Das Paar lebte und arbeitete sowohl in London (Chelsea) als auch in Lamorna, Cornwall, und war mit Künstlern wie Laura Knight und Harold Knight befreundet. Ernest Gillick war seit 1916 Mitglied der Art Workers Guild und wurde 1935 zu deren Master gewählt. Im selben Jahr wurde er zum Associate der Royal Academy ernannt, erreichte aber nie den Status eines Vollmitglieds.

## Werk

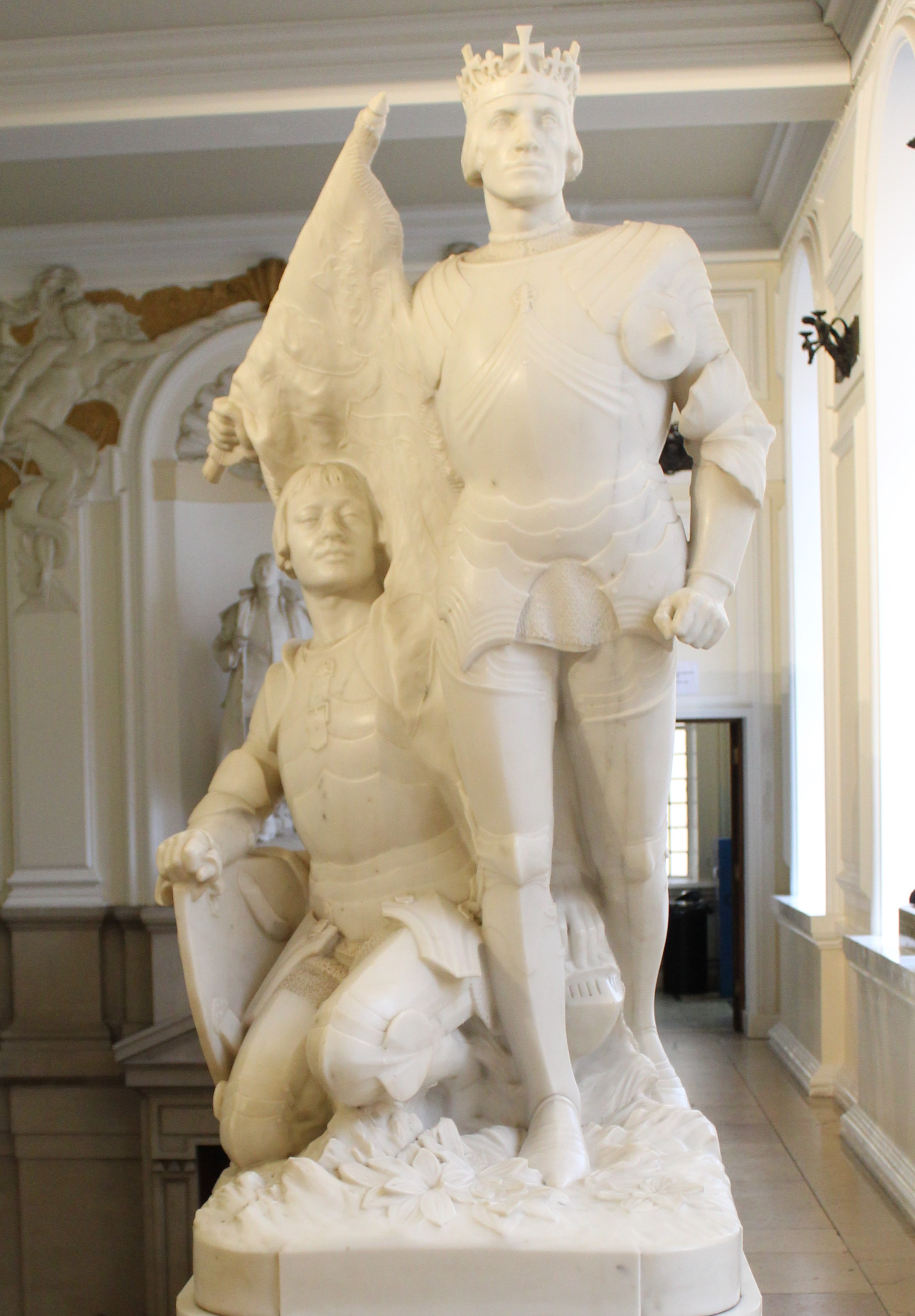
Marmorstatue von Heinrich VII. im Rathauses von Cardiff von Ernest Gillick

Das Werk von Ernest Gillick zeigt Einflüsse von Auguste Rodin, insbesondere in der Behandlung der Oberflächen und der Darstellung allegorischer Themen. Sein Werk umfasst zahlreiche Skulpturen, Medaillen und Architekturdekorationen. Zu seinen wichtigsten Werken zählen
- Die Figuren von J. M. W. Turner und Richard Cosway für die Fassade des Victoria and Albert Museums in London (1901).
- Das Kriegerdenkmal „The Cenotaph“ auf dem George Square in Glasgow (1921–1924).
- Eine allegorische Skulpturengruppe für das Gebäude der National Westminster Bank in der Princes Street, London (1931–1932), mit Darstellungen der „Niederen Mathematik“ und der „Höheren Mathematik“.
- Das Werk „Ex Tenebris Lux“ (1937), eine allegorische Bronzeskulptur, die die Überwindung der Dunkelheit durch das Licht des Wissens symbolisiert; heute in der Christchurch Art Gallery, Neuseeland.
- Das „Monument to the Missing“ auf dem britischen Friedhof von Vis-en-Artois in Haucourt, Frankreich.

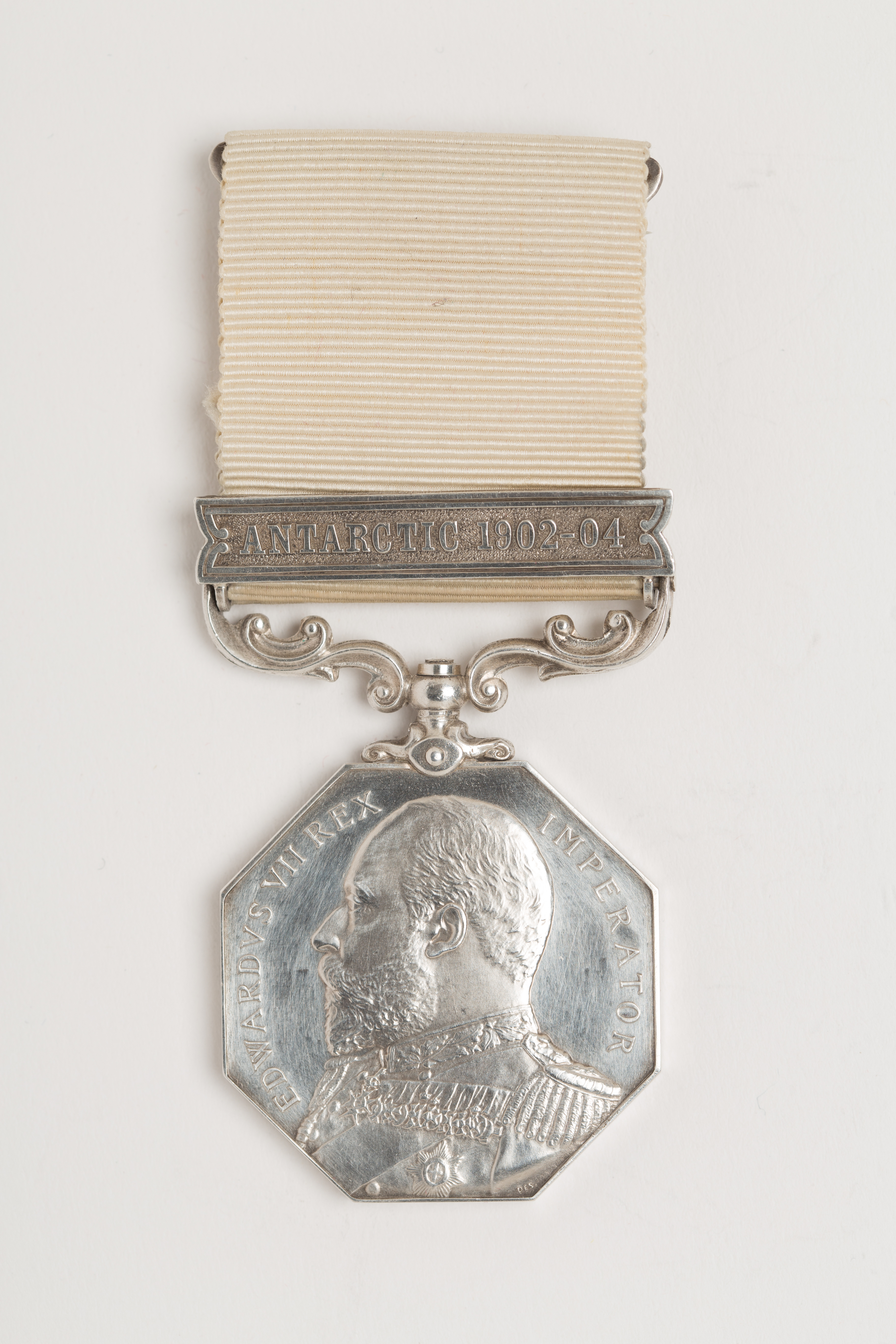
Ernest Gillick: Polar Medal 1902–1904. Verliehen an C. Reginald Ford. Achtseitige Silbermedaille mit Ornamenten verziert am Band; Vorderseite: Brustbild König Edwards VII. in Marineuniform mit Orden und Medaillen nach links; Umschrift: EDWARDVS VII REX IMPERATOR Rückseite: Abbildung der HMS Discovery mit Schlittengespann im Vordergrund

Als Medailleur entwarf Gillick unter anderem
- Die Rückseite der Tibet-Medaille (1905).
- Die Medaille der Royal Academy Schools (um 1937).
- Die National Emergency Medal (1926) für die London, Midland & Scottish Railway anlässlich eines Generalstreiks.